# Józef Antoni Poniatowski
Hoàng thân Józef Antoni Poniatowski (Polish pronunciation: [ˈjuzɛf anˈtɔɲi pɔɲaˈtɔfskʲi]; 7 tháng 5 năm 1763 – 19 tháng 10 năm 1813) là một lãnh đạo Ba Lan, chỉ huy quân sự, bộ trưởng chiến tranh và là một thống chế Pháp.

## Thời niên thiếu tại Áo và Thổ Nhĩ Kỳ

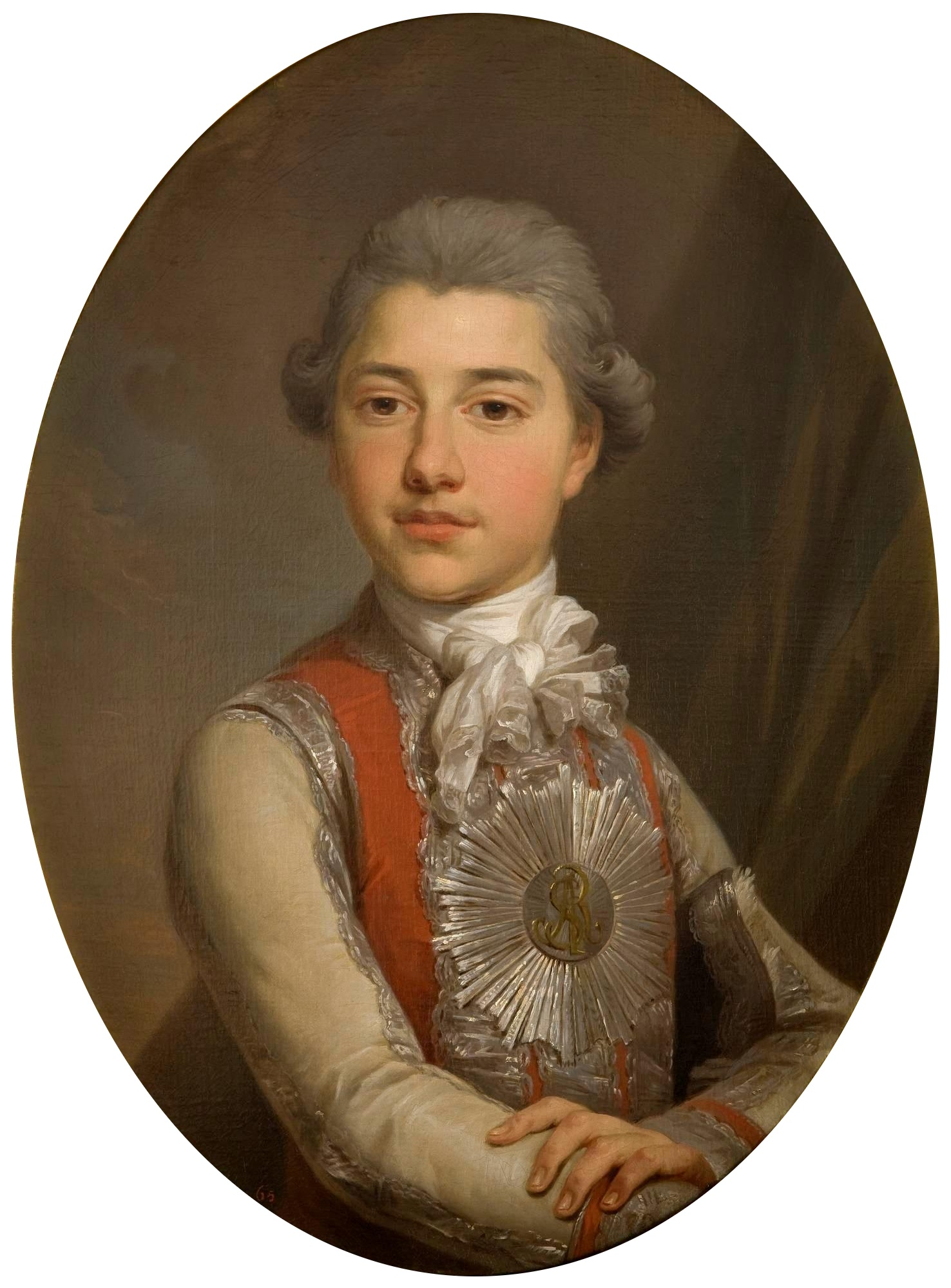
Chân dung Poniatowski năm 1778, vẽ bởi Marcello Bacciarelli

Hoàng thân Józef Antoni Poniatowski sinh tại Viên, Áo, tại Palais Kinsky Ông làm lễ báp tít tại Vienna's Schottenkirche.
Ông là con trai của Andrzej Poniatowski, anh trai của vị vua cuối cùng của Ba Lan Stanisław II Augustus, và là một thống chế trong quân đội Áo. Mẹ ông là nữ bá tước Maria Theresia Kinsky von Wchinitz und Tettau. Vì cha ông mất khi ông mới có 10 tuổi nên  Stanisław II Augustus đã nhận nuôi ông.

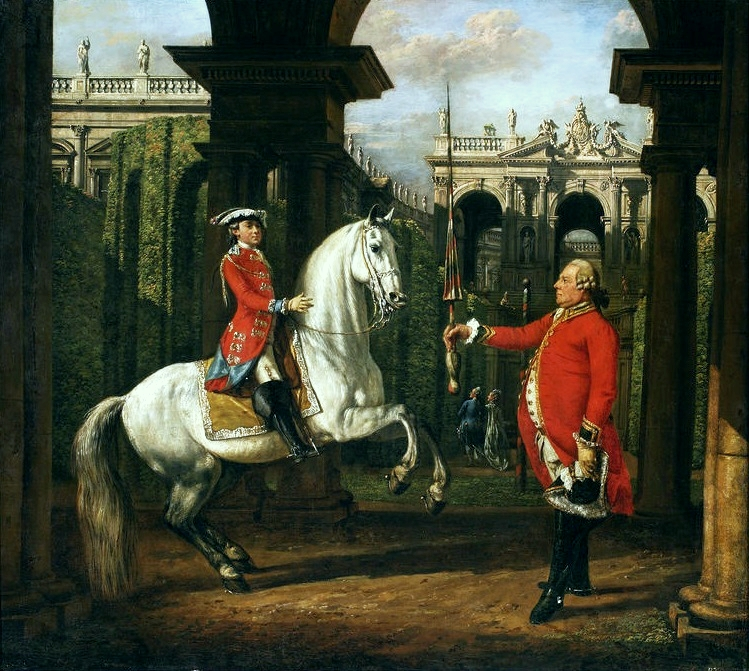
Đại tá Piotr Königsfels dạy cách cưỡi ngựa cho Poniatowski

Lựa chọn sự nghiệp quân sự, Poniatowski gia nhập quân đội Áo và được thăng hàm trung uý năm 1780. Năm 1786/1788, ông được thăng hàm Đại tá và khi Áo tuyên chiến với Đế quốc Ottoman năm 1788, ông trở thành phụ tá cho Áo hoàng Joseph II. Poniatowski tham chiến và khẳng định tên tuổi của mình tại Šabac vào 25 tháng 4 năm 1788, nơi ông đã lãnh phải một vết thương nghiêm trọng. Tại Šabac, ông đã cứu nguy cho một đồng đội là Hoàng tử Karl Philipp Schwarzenberg. Trớ trêu thay, hai người sau này lại là địch thủ, và sự nghiệp quân sự của Poniatowski đã phải kết thúc dưới bàn tay của Schwarzenberg tại trận Leipzig, nơi Poniatowski tử trận.

## Phục vụ quân đội Ba Lan
Được triệu tập từ  Vua Stanisław II Augustus cùng với hạ viện Ba Lan, Poniatowski quay trở lại Ba Lan khi quân đội Ba Lan tái xây dựng. Nhà vua đã phải trả giá bằng một loạt lệnh trừng phạt từ Áo cũng như sự phụ thuộc của cháu mình bị tước bỏ. Tháng 10 năm 1789, cùng với Tadeusz Kościuszko và ba người khác, Poniatowski được phong hàm thiếu tướng, được điều về chỉ huy một sư đoàn Ukraine và được giao nhiệm vụ xây dựng quân đội liên hiệp Ba Lan-Lithuanian.
6 tháng 5 năm 1792 Poniatowski được phong hàm trung tướng và là tư lệnh quân Ba Lan tại Ukraine, nhằm phòng thủ trước các cuộc tấn công từ Nga. Hoàng thân Józef, được sự trợ giúp từ Kościuszko và Michał Wielhorski, một người bạn chiến đấu hồi ở Áo. Trong trận đánh, mặc dù thua thiệt về mặt quân số, ông vẫn ra lệnh cho quân mình rút quân một cách trật tự, nhưng lại bất ngờ tập kích khi quân Nga sơ suất và đã giành được một số thắng lợi.
Trận Zieleńce ngày 18 tháng 6 là trận đánh lớn đầu tiên của quân đội Ba Lan kể từ thời Jan III Sobieski. Poniatowski đã đứng lên chống trả khi quân Ba Lan bắt đầu muốn rút chạy. Để vinh danh thắng lợi và khích lệ tinh thần ba quân, vua Ba Lan đã tặng thưởng huân chương Virtuti Militari mà người đầu tiên được nhận là Poniatowski và Kościuszko. Tại trận Dubienka, dưới sự chỉ huy của Kościuszko và quân sĩ vào ngày 18 tháng 7, phòng tuyến phía nam sông Bug đã đứng vững trong vòng 5 ngày trước một lực lượng đông gấp 4 lần.

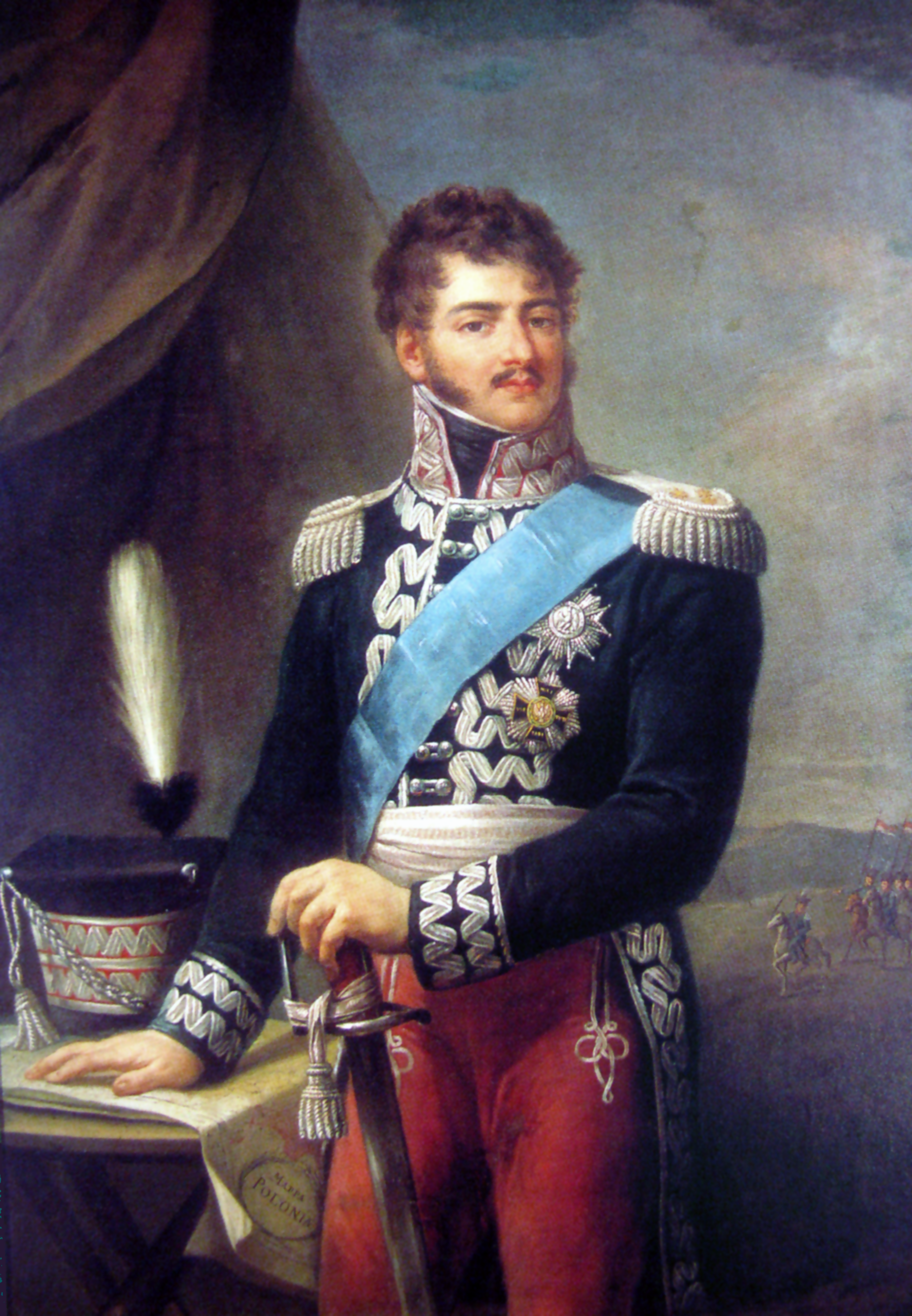
Hoàng tử Józef Poniatowski

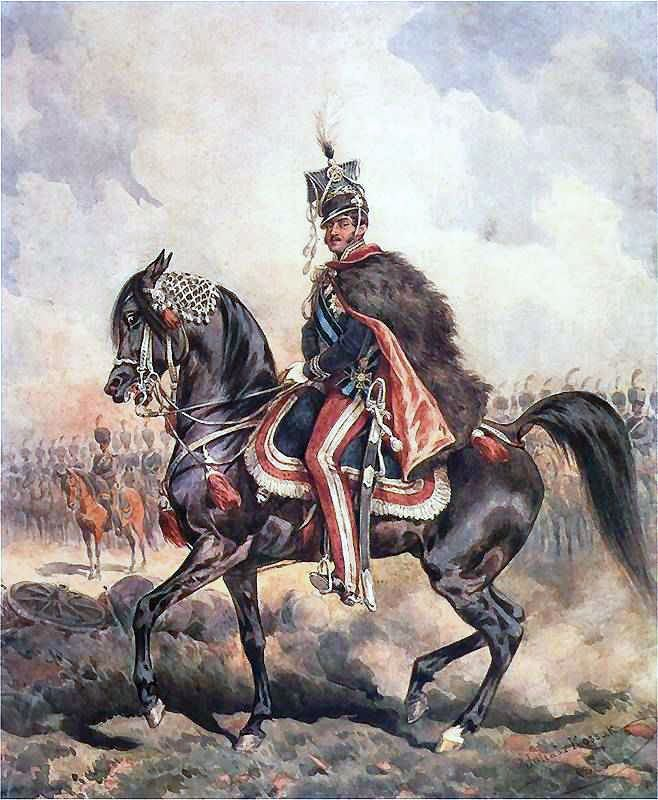
Józef Poniatowski

## Chiến dịch nước Nga

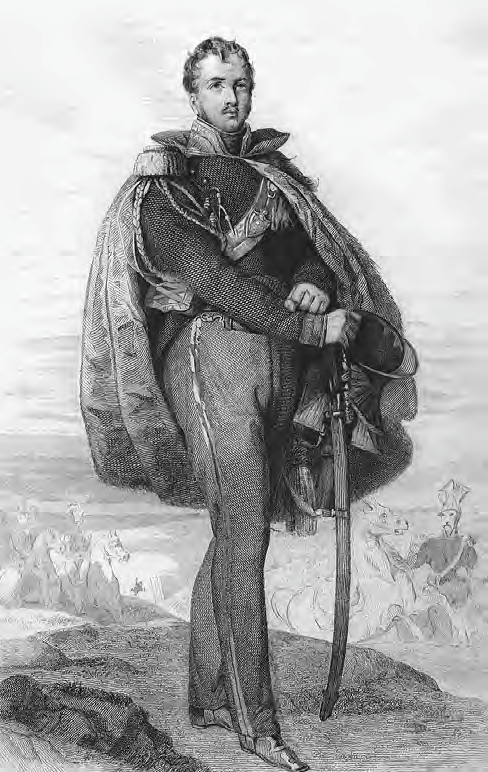
Hoàng tử Poniatowski phục vụ trung thành Napoleon, đặc biệt trong chiến dịch nước Nga, nơi mà quân đoàn của ông đã chiến đấu anh dũng tại Smolensk và Borodino.

## Chiến dịch Đức năm 1813 và qua đời tại Leipzig

Cái chết của Poniatowski. Vẽ bởi January Suchodolski.

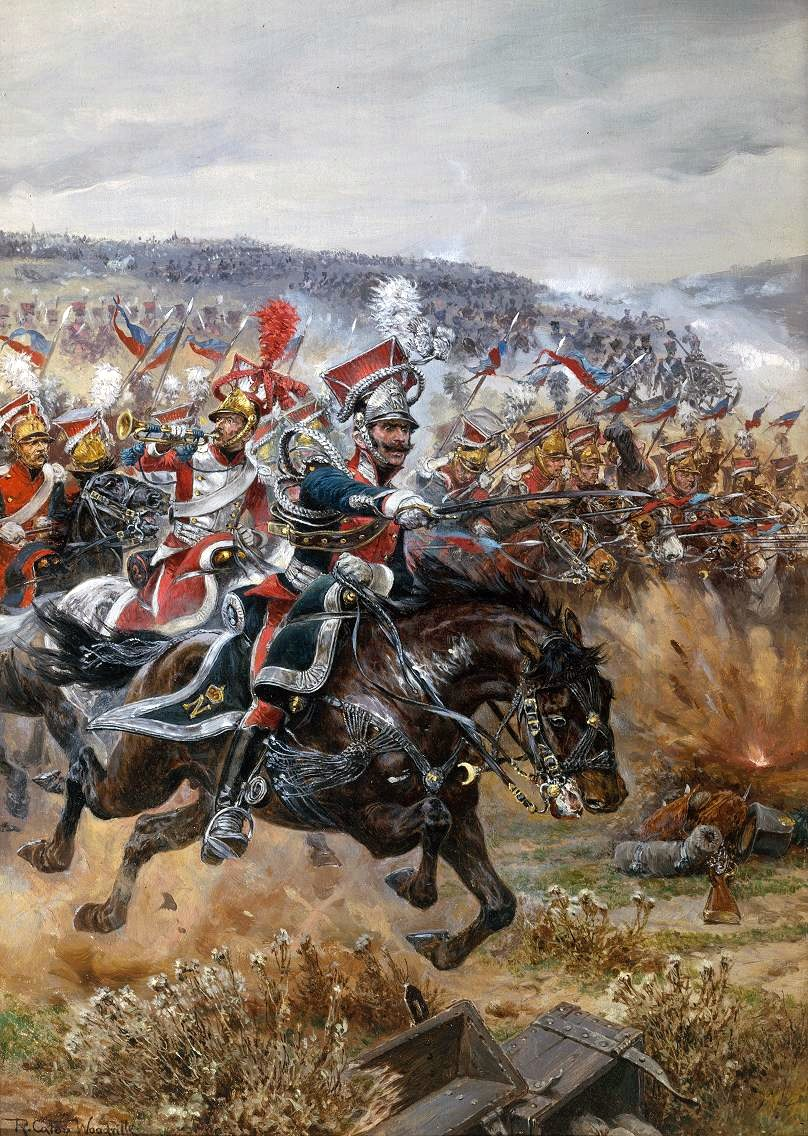
Richard Caton Woodville, Jr., Lần xung phong cuối cùng của Poniatowski tại Leipzig (1912)